# Арсан Орест Михайлович
Орест Михайлович Арсан (нар. 19 червня 1941, село Ласківці Буданівського, нині Тернопільського району Тернопільської області - 9 червня 2019 Київ) — український вчений-гідробіолог, доктор біологічних наук (1988), професор (1996).

## Життєпис
1965 року закінчив біологічний факультет Чернівецького університету.
Після закінчення 1968 аспірантури Інституту гідробіології НАНУ працює в цьому науковому закладі: від 1988 — завідувач відділу водної токсикології, від 1997 — заступник директора.
Фахівець з екологічної фізіології, біохімії риб та водної токсикології.
Автор праць із проблем температурної акліматизації риб, визначення еколого-токсикологічних ситуацій водойм різного типу тощо.